# Normand Legault (homme d'affaires)
Pour les articles homonymes, voir Normand Legault (danseur) et Legault.
Normand Legault (1955 -) est un homme d'affaires et promoteur sportif québécois. Il a été impliqué dans l'organisation du Grand Prix du Canada de 1978 à 2008, il en a été le président et chef de la direction de 1996 à 2008.

## Biographie

### Jeunesse
Pendant son enfance, Normand Legault accompagnait son père, grand amateur de course automobile. À l'adolescence, son idole est Jackie Stewart, le triple champion du monde de Formule 1. Plus tard, son penchant pour la course l'amène à sillonner toutes les régions où il y avait des courses automobiles, jusqu'à Toronto où se déroule alors le Grand Prix du Canada. Il a lui-même piloté plusieurs voitures de course, notamment à l'époque où il est copropriétaire de l'École de course automobile Jim Russell.
Malgré sa passion, Normand Legault ne pense pas à gagner sa vie avec la course automobile. Pour lui, il s'agit d'un simple loisir. Il ne pense même pas qu'il faut du monde et de nombreuses heures de travail pour organiser ces courses qui l'intéressaient tant.

### Carrière
Après l'obtention d'un baccalauréat en « administration des affaires concentration Marketing » de l'Université de la Faculté d'administration à l'Université de Sherbrooke,,, Normand Legault travaille pour Labatt et devient responsable du marketing et du dossier "sport automobile" de l'entreprise, ainsi que du sponsoring du premier Grand Prix du Canada qui aura lieu sur l'Île Notre-Dame à Montréal le 8 octobre 1978. En 1976, c’est dans ces fonctions qu’il rencontre Gilles Villeneuve, déjà parrainé par Labatt et qui fait alors ses classes en Formule Atlantique. Deux ans plus tard, le pilote remporte sa première victoire en Formule 1, lors de ce premier Grand Prix montréalais dans le froid automnal. Cependant, la tenue du Grand Prix en octobre, plus propice au sponsoring des concours de panaches qu’une course automobile, ne plait pas à Labatt car c'est beaucoup mieux pour les ventes de bières d’organiser la course au début de l’été comme cela sera le cas les années suivantes, la brasserie ayant su rallier Bernie Ecclestone à sa cause .
En 1981, à 25 ans, il accède à la direction de la brasserie québécoise. Le patron de l'entreprise, Pierre Desjardins, lui conseille alors de mentir au sujet de son âge et de dire qu'il a 30 ans quand il négocie avec le maire Jean Drapeau. Le patron avait peur que l'âge du promu ne l’insécurise, notamment face à au tout puissant Bernie Ecclestone. 
En 1982, six semaines avant le Grand Prix du Canada, la Formule 1 est ébranlée par la mort de Gilles Villeneuve. Tout le Québec est en deuil et les organisateurs du Grand Prix sont sous le choc. Ce weekend de deuil prend une tournure encore plus dramatique dès le début de la course. Le pilote débutant Riccardo Paletti se tue au départ de la course au volant de son Osella. Il n’a pas vu la Ferrari de Didier Pironi, le poleman, en panne loin devant lui sur la grille. C’est le seul accident mortel dans l’histoire du Grand Prix du Canada, et le premier départ du jeune pilote italien sur une grille.
En 1983, Normand Legault quitte son poste avant de revenir à titre de consultant en 1989, puis en devient à nouveau le directeur général en 1990. 
En 1995, il connait une grande joie pour la première et unique victoire du Français Jean Alesi en F1. Le pilote avignonais, qui porte le numéro 27 comme Gilles Villeneuve avant lui, fait le bonheur des partisans de la Scuderia à Montréal. Le public euphorique envahit la piste avant même le retour des monoplaces aux stand, ce qui aurait pu avoir des conséquences catastrophiques. Pour ajouter au caractère unique du moment, la Ferrari 412 T2 d’Alesi tombe en panne dans l’épingle lors de son tour d’honneur. Le Français revient alors aux stands à cheval sur la prise d'air de la Benetton B195 de Michael Schumacher qui l'a « pris en stop », en saluant les commissaires et le public ravi.
En 1996, Normand Legault acquiert les droits de présentation du Grand Prix du Canada de la Formula One Administration et fonde GPF1. Cette année là, l'épreuve marque un tournant dans l’histoire de la F1 au Canada. L’arrivée de Jacques Villeneuve fait exploser la popularité de l’événement au Québec. Les médias sportifs ne sont plus les seuls à parler de Formule 1. Les chroniqueurs de mode ou d’économie se mettent à s’intéresser à l’événement et le rayonnement devient beaucoup plus important.
En 2002, 2003 et 2005, il est promoteur du Molson Indy de Montréal, épreuve de la série Champ Car. En 2006, il annonce la présentation en août 2007 d'une épreuve de la série Busch de NASCAR au circuit Gilles-Villeneuve de Montréal.
Normand Legault devient président de la Chambre de commerce du Montréal métropolitain en 2000 et 2001. Il est aussi président du conseil de la Régie de la Place des Arts et membre du conseil d'administration de Montréal International. En 2003, avec l'appui de Charles Lapointe de Tourisme Montréal, il réussit à convaincre Bernie Ecclestone de garder le Grand Prix au Canada, ce dernier s'étant montré réticent face à la nouvelle loi anti-tabac du Canada. En 2005, il copréside la présentation à Montréal des championnats mondiaux de sports aquatiques de la FINA. Normand Legault est élu "Personnalité de l'année" du quotidien La Presse en 2001 et est nommé Grand Ambassadeur de l'Université de Sherbrooke en 2006. Il a également été membre de la commission F1 de la FIA et a siégé au conseil d'administration de la société générale de financement (SGF).
Le Grand Prix du Canada cesse momentanément de rayonner en 2009 quand Bernie Ecclestone retire Montréal du calendrier de la Formule 1. C’est à ce moment que Normand Legault décide de passer à autre chose. Ça fait alors 30 ans qu'il est impliqué dans la course et il a l’impression d’en avoir fait le tour. Quand le Grand Prix revient en 2010, Bernie Ecclestone souhaite que Normand Legault continue, mais celui-ci refuse et propose que ce soit François Dumontier avec qui il travaillait depuis 1994. De plus, cela fait alors six ans que Normand Legault est investisseur dans les courses de motos. Il est actionnaire et membre du conseil d’administration de Dorna Sports depuis 2003, la société espagnole qui gère le Championnat du monde de Moto GP, ainsi que celui de Superbike. Il a été attiré vers ce sport par son ami, Carmelo Ezpeleta, l’ancien directeur général du Grand Prix moto d'Espagne.
Sous l'administration de Normand Legault et de sa société GPF1, le Grand Prix du Canada a vu ses assistances croître au fil des années, passant de 238 000 à plus de 330 000 spectateurs entre 1997 et 2005. Tourisme-Montréal estime à 75 millions de dollars les retombées économiques annuelles et récurrentes attribuables au Grand Prix du Canada.
En juillet 2009, la ville de Montréal rachète, par l'entremise de la Société du parc Jean-Drapeau, les équipements de l'île Notre-Dame à Normand Legault pour 1,5 million de dollars. Ce matériel et ces installations sont indispensables pour l'organisation de courses automobiles sur le circuit Gilles-Villeneuve. Cela comprend essentiellement des murets, des clôtures, des caravanes de premiers soins, le chapiteau pour les médias, des tours pour écrans géants et toute une panoplie d'installations déjà sur le site.
Pendant 5 mois, d'octobre 2009 jusqu'au 18 février 2010, Normand Legault est le président du conseil et chef de la direction du Groupe Juste pour rire. Le fondateur, Gilbert Rozon, assure ensuite l'intérim à la tête de la compagnie, avec un plan d'action et de gestion à long terme pour l'entreprise, qui sera notamment réalisé à travers des grands événements, élaboré par Normand Legault et l'équipe en place. Homme respecté dans le monde des affaires, il fait aussi partie des conseils d’administration de Cogeco et de l’ADM (Aéroports de Montréal). Il est par ailleurs impliqué dans le dossier du Projet Baseball Montréal, ayant participé au financement de l’étude de faisabilité réalisée par la firme Ernst & Young en décembre 2013. Il est également impliqué avec le Cirque du Soleil, en plus de présider la campagne de financement de l'Université de Sherbrooke. 
Début octobre 2010, Gérald Tremblay, le maire de Montréal, confie les rênes du parc Jean-Drapeau à Normand Legault. À titre de président du conseil d'administration de la Société du parc Jean-Drapeau, celui-ci a pour mission d'élaborer un plan de développement pour les îles Sainte-Hélène et Notre-Dame en prévision des célébrations du 375e anniversaire de Montréal qui auront lieu en 2017.
En 2013, il devient directeur de Dorna Sports
En 2018, quand la Formule 1 célèbre ses 40 ans de présence à Montréal et 50 ans au Canada, l'événement rend fier Normand Legault car il estime avoir porté le flambeau bien haut quand c’était son tour. Selon lui, la principale responsabilité d'un promoteur de Grand Prix c’est d’offrir le meilleur week-end possible aux amateurs de courses automobile.
De mars 2018 à avril 2022, Normand Legault est Conseiller senior principal en capital-investissement pour CPP Investment Board, et depuis octobre 2021, il est Conseiller d'exploitation d'Arctos Sports Partners, une société située à Dallas au Texas.
Pour l'anecdote, il a participé l'émission québécoise de télévision de type téléréalité, Dans l'œil du dragon.

## Engagements[4]
- Regroupement des événements majeurs internationaux du Québec (RÉMI) – Président du conseil d’administration
- Montréal International – Membre du conseil de 2013 à 2017
- Société générale de financement du Québec – Membre du conseil d’administration de 2002 à 2004
- Société de la Place des Arts – Président du conseil d’administration de 2002 à 2004
- Challenge sur glace de Sherbrooke – Président d’honneur en 2002
- Grand Prix de Trois-Rivières – Président d’honneur en 2005
- Fonds Jeunesse Québec – Président du conseil d’administration de 2000 à 2002
- Bureau des gouverneurs de l’École de gestion – Gouverneur
- École de gestion de l’Université de Sherbrooke – Ambassadeur depuis 1999
- Université de Sherbrooke – Grand ambassadeur depuis 2006
- GDI Integrated Facility Services – Membre du conseil de 2007 à 2011
- Solotech Inc. – Membre du conseil de 2013 à 2017
- Aéroports de Montréal – Membre du conseil d’administration depuis 2010
- Global Logic, une société de conception de produits numériques basée à San Jose en Californie – Membre du conseil d’administration depuis 2018
- Cogeco Connexion – Directeur et membre des comités d’audit, de gouvernance et d’opportunités stratégiques
- Jeux d’été du Canada (Sherbrooke) – Gouverneur en 2013
- Campagne D’avenirs et de passions de l’UdeS – Président et relayeur principal 2018
- Chambre de commerce du Montréal métropolitain — Président et président du conseil

## Source
- Cyberpresse 7 octobre 2009